# 蔵原敏捷
蔵原 敏捷（くらはら としかつ、1888年8月15日 - 1945年8月7日）は、日本の官僚、政治家。元和歌山県知事。衆議院議員（3期）。官僚としては内務省の警察関連部門で長く勤めた。

## 来歴
熊本県下益城郡小川町（現・宇城市）出身。小川尋常小学校、熊本県立八代中学校（1906年3月卒業）、第五高等学校（1909年7月卒業）を経て、1913年7月に東京帝国大学法科大学政治学科を卒業した。
大学卒業後の1913年10月に高等文官試験に合格した。以後は内務省官僚となる。1914年8月に大阪府警察部警部、1916年12月から同警視を務めた後、1922年6月に東京府理事官に異動し、その直後から欧米に約1年3か月出張した。1923年10月に帰国すると千葉県警察部長、次いで1924年6月から秋田県警察部長をそれぞれ務める。1925年10月に神奈川県書記官兼務で神奈川県警察部長に就任したが、1927年5月に休職ののち、8月にいったん依願免本官する。
1929年7月に大阪府書記兼務で大阪府警察部長に復職し、1930年8月26日に和歌山県知事に任命された。当時の蔵原は立憲民政党系だったとされる。しかし、1931年12月18日に再び休職し、1932年1月29日、依願免本官となり退官した。
1936年、第19回衆議院議員総選挙で国民同盟所属で当時の熊本県第2区（当時の中選挙区）から立候補し、第4位の得票で初当選する。当時の蔵原は、同じ熊本県出身で、内務官僚時代に内務大臣を務めていた安達謙蔵のグループに所属していた。
1937年、第20回衆議院議員総選挙で再選される。1942年、第21回衆議院議員総選挙で再々選となる。このとき蔵原は翼賛政治体制協議会の推薦を受けた（いわゆる「翼賛候補」）。
1945年、熊本市で空襲に遭い死去した。

## 親族
九州日日新聞で女性新聞記者となった平山訓は実姉。